# Cmentarz ewangelicki w Brzezinach (Warszawa)
Cmentarz ewangelicki w Brzezinach lub cmentarz ewangelicko-augsburski w Brzezinach – cmentarz ewangelicki położony na terenie warszawskiej dzielnicy Białołęka przy ul. Kamykowej.
Powierzchnia cmentarza to ok. 1,5 ha. Cmentarz powstał jako miejsce spoczynku osadników niemieckich zamieszkujących tę część Białołęki. Do wybuchu II wojny światowej należał do ewangelickiej parafii w Nowym Dworze Mazowieckim. Niemieccy osadnicy zamieszkiwali te tereny do 1941, kiedy to zostali przesiedleni przez władze okupacyjne, najprawdopodobniej na Pomorze, co wiązało się z zamknięciem nekropolii. 
Od 2012 cmentarz ujęty jest w gminnej ewidencji zabytków.
W 2024 roku diecezja warszawska Kościoła Ewangelicko-Augsburskiego podpisała mowę przedwstępną sprzedaży nieruchomości z jednym z deweloperów, który na swój koszt miał przeprowadzić ekshumacje szczątków osób pochowanych na cmentarzu, przenieść je do wspólnego grobu na cmentarzu w Żyrardowie, a w miejscu nekropolii zbudować osiedle domów jednorodzinnych. Po protestach mieszkańców, w marcu tego samego roku Mazowiecki Wojewódzki Konserwator Zabytków wszczął procedurę wpisu cmentarza do rejestru zabytków, a w sierpniu wpisał go do rejestru.